# Халдейская католическая церковь
Халдейская католическая церковь (халд. ܥܕܬܐ ܟܠܕܝܬܐ ܩܬܘܠܝܩܝܬܐ, араб. الكنيسة الكلدانية‎; лат. Ecclesia Chaldaeorum Catholica) — одна из восточнокатолических церквей восточно-сирийского обряда сирийской традиции со статусом патриархата. Является церковью Sui iuris в полном общении со Святым Престолом, является одной из ветвей Церкви Востока. Резиденция главы церкви находится в Багдаде, Ирак. С 2013 года патриархом Халдейской католической церкви является Луис Рафаэль I Сако. По состоянию на 2017 год численность халдеев-католиков составляет более 628 тысяч человек, при этом более 311 тысяч верующих проживают на Ближнем Востоке (в основном в Ираке).
Католическая церковь восточно-сирийского обряда возникла в 1552—1553 годах, после того, как часть Церкви Востока приняла унию и объединилась с Римско-католической церковью и получила наименование «Халдейская», а последователей данной Восточнокатолической церкви называют «халдеями».

## Исторический очерк
Первые контакты Церкви Востока с римо-католиками произошли во время крестовых походов, а с XIII века в местах присутствия Церкви Востока началась проповедь католических миссионеров. В патриаршество Мар Ябалахи III (1281—1318), монах Церкви Востока и посол хана Раббан Саума предпринял «экуменическое» путешествие на Запад, в ходе которого посетил Рим, где встречался с кардиналами и папой римским Николаем IV (1288—1292). Согласно средневековому источнику в ходе визита в Рим, Раббан Саума вёл богословские собеседования, служил литургию Аддая и Мария и принял причастие от папы на Вербное воскресенье 1288 года. В конце XIII века началось, а в период патриаршества Тимофея II усилилось, проникновение Католической церкви на традиционную территорию Церкви Востока. На Ферраро-Флорентийском соборе в 1445 году был принят декрет «Benedictus sit Deus» об объединении с несторианами Кипра.
В первой половине XV века католикосат Церкви Востока стал наследственным в семье Бар Мама. В 1551 году католикос Мар Шимун VII в соответствии со сложившейся традицией наследования патриаршего престола от дяди к племяннику, назначил своим преемником ребёнка восьмилетнего возраста. Недовольство некоторых епископов таким порядком привело церковь в следующем году к расколу. В результате возникло две иерархические линии наследования патриаршества. Одна из них — традиционная, передающая титул по наследству, продолженная патриархом Мар Илией VI (1558—1576) (линия Илии); вторая — выборная, продолженная Шимуном VIII Сулакой (линия Сулаки). Исследователь Дэвид Уилмшерст отмечает, что к 1552 году в Церкви Востока осталось три епископа: Сельмаса, Эрбиля и Адарбайгана, которые поддержали избрание Сулаки на патриарший престол. При поддержке францисканцев Сулака обратился в Рим для утверждения своего избрания, и папа Юлий III провозгласил его «патриархом восточных сирийцев». Таким образом в церкви Востока появилась группа верующих и священнослужителей, находящаяся в унии с Римско-католической церковью. Преемник первого униатского патриарха Шимуна VIII Сулаки, Мар Абдишо IV посетил Рим, получил от папы Пия IV паллий и направил на Тридентский собор своё исповедание веры. В 1562 году, в послании Пию IV Абдишо перечисляет перечень епархий в Месопотамии, Персии и Индии, признающих власть Святого Престола. В XVIII веке в Персии миссионеры из орденов иезуитов, кармелитов и капуцинов продолжали заниматься прозелитизмом среди верующих Церкви Востока, не вошедших в униатские церковные структуры.
До конца правления патриарха Шимуна IX (1579—1600) линия Сулаки поддерживала общение с католиками, но возврат к наследственной форме передаче патриаршества сделал признание со стороны Рима невозможным. В 1672 году продолжатель этой линии Шимун XIII Дынха (1662—1692) перенёс свою резиденцию в Кочанис. Около 1700 года линия Сулаки полностью прервала отношения с Римом. В настоящее время её продолжают патриархи Ассирийской церкви Востока, принявшей такое название в середине XX века. Восстановление общения с Римом в линии Илии произошло при патриархе Илие VIII (1591—1617), но было вновь прервано при его преемнике. Под влиянием католических миссионеров из линии Илии выделилась новая преемственность патриархов. В 1667 году митрополит Иосиф перед двумя капуцинами отрёкся от несторианства и просил об унии с Римом. В 1673 году он посетил Рим, а по возвращении обосновался в Амиде. В 1681 году Иосиф получил от папы паллий и стал считаться патриархом. После смерти в 1778 году Илии XII Дынха патриархия в Алькоше разделилась между Илией XIII Ишоябом, не находящимся в унии с Римом, и его родственником Иоханном VIII Гормиздом, который принял католическое исповедание. Последний патриарх линии Иосифа Иосиф V Августин Хинди (1780—1827) считался апостолическим делегатом в епархии Вавилона, и никогда не был признан Римом в качестве патриарха. С его смертью в 1827 году халдейское патриаршество осталось вакантным, пока в 1830 году папа Пий VIII не объединил различные группы ассирийских униатов в Халдейскую церковь под руководством последнего наследственного патриарха линии Илии Иоханна VIII Гормизда.

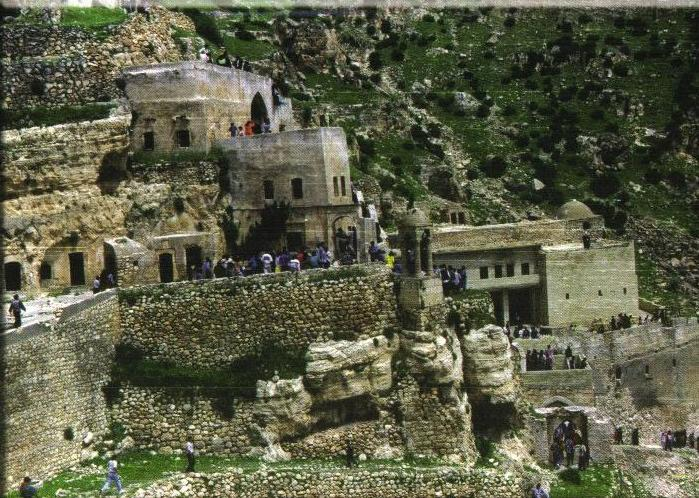
Монастырь Раббана Ормизда — первая резиденция халдейских патриархов, расположен в горах к северо-востоку от Алькаша

В период упадка Османской империи активизировалась деятельность католические орденов. Наиболее активно в Месопотамии действовали доминиканцы (из Испании, Италии и Франции), а в Персии прозелитизмом занимались лазаристы. В 1748 году папа Бенедикт XIV призвал начать возвращение в Римскую церковь «несториан» и яковитов. Миссионерская деятельность доминиканцев в Мосуле во многом способствовала образованию в 1830 году Халдейской церкви. В 1835 году территории традиционной Церкви Востока и Халдейской церкви практически не пересекались. Иоханн VIII Гормизд, вступивший в общение с Римом в 1830 году контролировал район Мосула (на тот момент резиденция халдейского патриарха) к северу до предгорий Курдистана, включая Диярбакыр и Сиирт, а также епархию Сельмаса в Персии. Англиканский миссионер Джордж Перси Бэйджер к 1850 году оценивал количество верующих Халдейской католической церкви в 20 000 человек. В период патриаршества Иосифа VI Аудо (1847—1878) произошёл конфликт между халдейским патриархом и Святым Престолом, вызванный тем, что патриарх вопреки мнению Рима посвятил епископов для Сиро-малабарской униатской общины, а также не поддержал догмат о папской безошибочности на Первом Ватиканском соборе (1869—1870). В 1872 году папа Пий IX выпустил энциклику «Quae in patriarchatu», в которой раскритиковал экклезиологические взгляды патриарха Иосифа VI, объявил «позором» традицию наследственного патриаршества, а также назвал распространённое на Востоке несторианство — угрозой католикам-халдеям. В конечном итоге патриарх Иосиф VI Аудо отказался от притязаний на малабарскую иерархию и выполнил требования Рима.
Во многом благодаря поддержке доминиканской миссии в конце XIX века произошёл рост Халдейской церкви (в 1882 году в Мосуле открыта халдейская семинария, а также более 50 приходских школ для детей), в которой к 1889 году были образованы семь епархий (Мосула, Киркука, Акры, Заху, Амадии, Сеерта и Диярбакыра). Исследователь Дэвид Уилмшерст приводит данные о 177 храмах, 248 священнослужителях и 78 790 верующих Халдейской католической церкви в 1896 году.

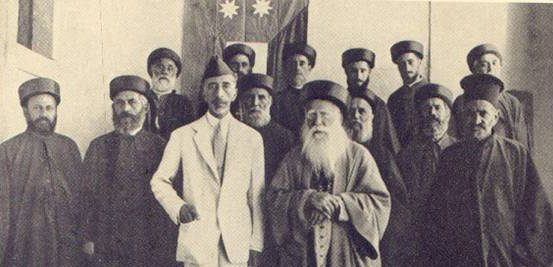
Король Ирака Фейсал I с патриархом Мар Юсефом VI Эммануилом II Томасом и епископами Халдейской католической церкви

В начале XX века накануне Первой мировой войны продолжился численный и территориальный рост Халдейской церкви: к 1913 году число католиков-халдеев достигло 100 000 человек, а число священников возросло до 296. Однако во время Первой мировой войны Халдейская церковь серьёзно пострадала, так например в 1915 году османской армией и её курдскими союзниками были разгромлены епархии Амида, Сеерта и Газарты и убиты митрополит сеертский Аддай и митрополит Газарты Филип Якоб Абрахам вместе с тысячами верующих. После провозглашения независимости Ирака халдейский патриарх Иосиф VI Эммануэль II Томас (1900—1947) стал депутатом парламента и последовательно осуждал ассирийский сепаратизм. После Второй мировой войны халдеи вновь пострадали во время вооружённого конфликта в Курдистане. В период правления Саддама Хусейна и партии «Баас» (1979—2003) Халдейская католическая церковь была лояльна к властям, а уровень интегрированности католиков-халдеев в иракское общество был достаточно высоким. Проправительственная позиция патриарха Павла II (1958—1989) не помешала ему успешно выступить в 1981 году против преподавания Корана в школах христианским ученикам. Война 2003 года и последовавшая за ней политическая нестабильность в Ираке привела к массовой миграции христиан из Ирака, в том числе последователей Халдейской католической церкви. В 2006 году террористами был похищен халдейский священник Басиль Ялдо, с целью передачи послания патриарху Эммануэлю III Делли (2003—2012), в котором христианам было выдвинуто требование покинуть территорию Ирака. В январе 2008 года в Киркуке был совершён теракт у халдейского собора, а в марте 2008 года террористами был похищен и убит архиепископ Мосула Паулос Фарадж Рахо. Во время наступления террористов в 2014 году 17 храмов Халдейской католической церкви были разрушены или переоборудованы под нужды экстремистов.

## Современное состояние

### Статистика

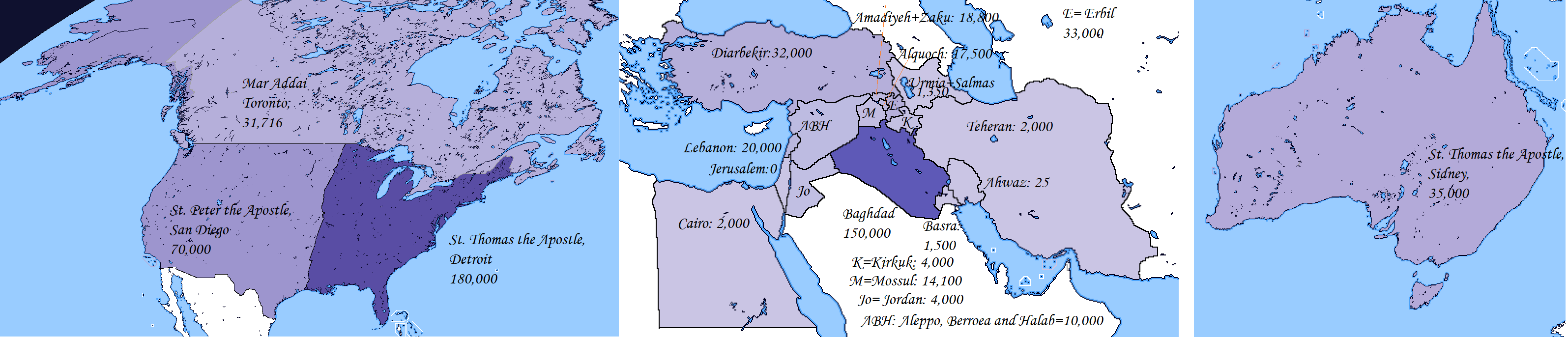
Юрисдикция Халдейской католической церкви

Высший орган церковного управления — Священный Синод во главе с халдейским патриархом Вавилона. Приверженцы Халдейской католической церкви живут в Ираке, Иране, Сирии, Ливане, Турции, Израиле, Египте, США, Австралии, Канаде, Франции и других странах. Общая их численность по данным Annuario Pontificio за 2017 год превышает 628 тысяч верующих. В Церкви насчитывается 21 диоцез, 20 епископов, 172 прихода и 148 священников. Учебное заведение для подготовки священников — духовная семинария Святого Петра, которая в 2010 году переехала из Багдада в Анкаву. Политическая нестабильность и преследования привели к миграции католиков-халдеев из регионов Ближнего Востока и увеличению диаспоры в США, Канаде и Австралии. Увеличение диаспоры привело к созданию новых епархий: в 1985 году создана епархия святого Фомы в Детройте, 21 октября 2006 года была создана епархия Святого Фомы в Сиднее в юрисдикцию которой входят халдейские католические общины Австралии и Новой Зеландии, а в 2011 году образована епархия Мар Аддая в Торонто.

### Административное устройство
В настоящее время Халдейская католическая церковь состоит из 9 архиепархий и 12 епархий.
Церковная провинция Патриархата Вавилона Халдейского
- Архиепархия Багдада — собственная епархия Патриархата Вавилона Халдейского;
  - Епархия Алькаша;
  - Епархия Акры;
  - Епархия Заху — Амадии.

Церковная провинция Киркука — Сулеймании
- Архиепархия Киркука — Сулеймании.

Церковная провинция Тегерана
- Архиепархия Тегерана (Иран).

Церковная провинция Урмия (Иран)
- Архиепархия Урмии;

Другие архиепархии
- Архиепархия Ахваза (Иран);
- Архиепархия Эрбиля;
- Архиепархия Басры;
- Архиепархия Диярбакыра (Турция);
- Архиепархия Мосула.

Другие епархии
- Епархия Алеппо (Сирия);
- Епархия Бейрута (Ливан);
- Епархия Каира (Египет);
- Епархия Мар Аддая в Торонто (Канада);
- Епархия Святого Петра в Сан-Диего (США);
- Епархия Святого Фомы в Детройте (США);
- Епархия Святого Фомы в Сиднее (Австралия).

Патриаршьи зависимые территории
- Патриаршая зависимая территория Иордании;
- Патриаршая зависимая территория Иерусалима.

### Отношения с Ассирийской церковью Востока

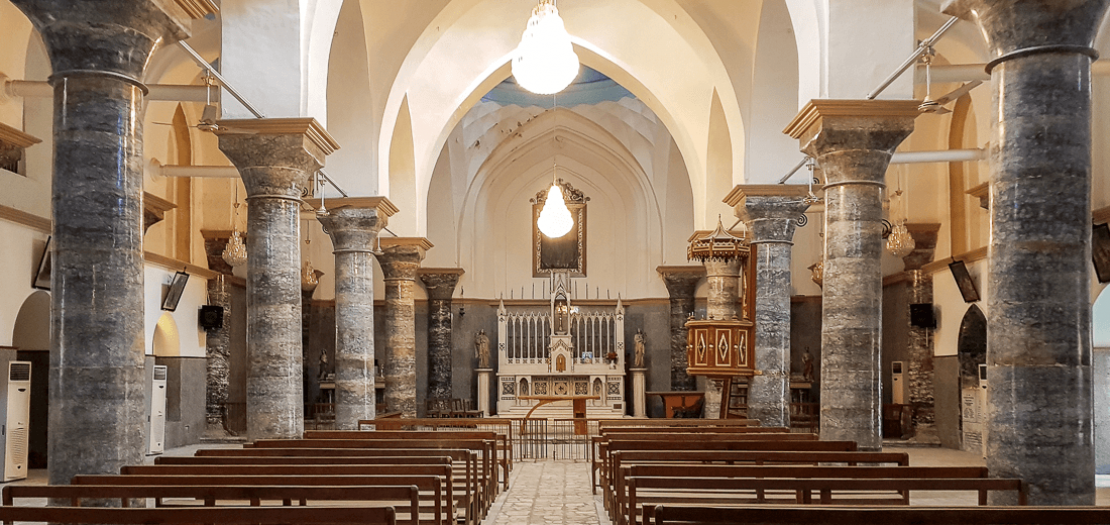
Кафедральный Собор Скорбящей Богоматери Халдейской католической церкви, Багдад, Ирак

В 1984 году католикос-патриарх Ассирийской церкви Востока Мар Дынха IV совершил официальный визит в Рим, где встретился с папой Иоанном Павлом II. Два духовных лидера инициировали процесс богословского диалога между Ассирийской церковью Востока и Католической церковью. В следующие 10 лет между папой и патриархом состоялось пять неформальных встреч, увенчавшихся подписанием Совместной христологической декларации 11 ноября 1994 года. Совместная декларация также стала основой для начала диалога между Ассирийской и Халдейской церквями, начатого в 1996 году решением Мар Дынха IV и халдейского патриарха Рафаэля I Бидавида (1989—2003). Мар Дынха и Рафаэль Бидавид I также провели ряд двусторонних встреч. Итогом этих встреч стало подписание ряда совместных заявлений и учреждение «Совместной комиссии воссоединения». В 2001 году Папский совет по содействию христианскому единству выпустил документ под названием «Руководство по допущению к евхаристии между Халдейской католической церковью и Ассирийской церковью Востока». В данном документе признавалось действенность таинств Ассирийской церкви Востока и допускалась возможность интеркоммуниона между верующими двух церквей в случае необходимости.
В 2008 году участник Смешанной богословской комиссии с ассирийской стороны епископ Калифорнии Мар Бавай Соро, недовольный приостановкой богословского диалога с католиками, вместе с шестью священниками, тридцатью дьяконами и около тысячей верующих разорвал общение с Ассирийской церковью и перешёл в Халдейскую католическую церковь. Этот шаг стал причиной обострения отношений Ассирийской церкви с Халдейской католической церковью в США. В 2008 году между ассирийцами и католиками прошла неофициальная встреча в США, на которой обсуждались вопросы возникших трудностей между Ассирийской и Халдейской католической церквами на западном побережье США и дальнейший ход богословского диалога. В 2015 году патриарх Халдейской католической церкви Луис Рафаэль I Сако обратился к Ассирийской церкви Востока и отколовшейся от неё Древней Ассирийской церкви Востока с призывом об объединении и воссоздании единой Церкви Востока под властью папы. Ассирийская церковь Востока отказалась от этого предложения и данная инициатива не была реализована.

## Богословие

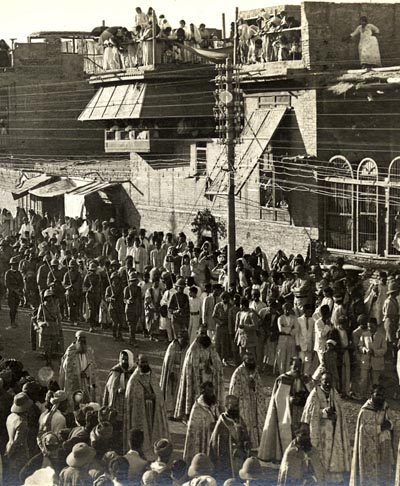
Деятельность католических миссионеров привела к введению латинских молитв и праздников в униатских церквях: процессия в день праздника Тела Христова в Багдаде. 1920 год

Традиционное богословие Церкви Востока стало испытывать латинское влияние ещё до раскола 1552 года. Так, к примеру первые упоминания именно о семи таинствах датируются XIV веком и вероятно вызваны знакомством с католическим богословием. Первый униатский патриарх Шимун VIII Сулака исключил имя Нестория из богослужебных книг, а также ввёл в церковную практику таинства миропомазания, покаяния и елеосвящения. После 1552 года, в период существования трёх параллельных иерархий в Церкви Востока (резиденция первого патриарха находилась в монастыре Раббана Ормизда, второго в селении Кочаныс и третьего в Амиде) систематизированного вероучения в восточно-сирийских униатских общинах не существовало. Так, например патриарх Илия IX (1617—1660) принял Латинский символ веры, но поминал Нестория на богослужении и отрицал термин «Богородица». Исследователь Дэвид Уилмшерст подчёркивает, что с XVI века по XIX век в восточно-сирийской церковной традиции, богословская работа была преимущественно сосредоточена на копировании существовавших рукописей, а не на создании оригинальных богословских трудов. В этот исторический период уровень богословского образования восточных сирийцев (в том числе вступивших в унию с Римом) оставался низким. Так, к примеру протестантский миссионер Асаэль Грант в XIX веке отмечал, что в общине первого униатского патриарха Шимуна VIII Сулаки полный текст Библии имелся только у главы церкви. Хотя с XVIII века начинают появляться различные труды авторов халдеев-католиков. Так, например деятельность первого халдейского патриарха из т. н. «линии Иосифа» Иосифа I (1681—1696) была освещена в житийной литературе, написанной униатским епископом Амидским Василием Абд аль-Ахадом (ум. 1727), который подробно описал гонения несториан на патриарха, перешедшего в католицизм.
Латинское богословие прочно утвердилось в Халдейской церкви в период патриаршества Иосифа II (1696—1713), который отстаивал экклезиологию Тридентского собора о важности единства восточно-сирийской общины с Апостольским престолом Рима. Также в своих трудах Иосиф II подчёркивал различие между смертными и простительными грехами, в духе латинского богословия, которое не было характерно для восточно-сирийского богословия. Латинизация коснулась всех спорных вероучительных вопросов. Так, к примеру после заключения унии пневматологическое учение, традиционное для восточного христианства, об исхождении Святого Духа исключительно от Отца, было заменено на латинское учение об исхождении от Отца и Сына. После конфликта патриарха Иосифа VI Аудо (1847—1878) со Святым Престолом, Рим, вероятно, стремился к устранению влияния традиционного восточно-сирийской («несторианской») среды на Халдейскую церковь. Во многом это проявилось при патриаршестве Абдишо V Хайята (1894—1899) — автора богословских работ в защиту папского первенства.

## Каноническое право
Основным документом канонического права Халдейской католической церкви, как и других восточнокатолических церквей, является Кодекс канонов Восточных церквей (лат. Codex canonum Ecclesiarum Orientalium), принятый 18 октября 1990 года конституцией «Sacri canones».

## Богослужение
Халдейская католическая церковь использует восточно-сирийский литургический обряд с латинскими элементами. После заключения унии с Католической церковью, в обряды халдеев были введены латинские нововведения. Так, в отличие от древней восточно-сирийской традиции, в Халдейской церкви была введена практика тайной исповеди перед причастием, а во время венчания стали читаться новозаветные тексты (Еф. 5:20—23 и Мф. 19:3—9). Также со временем, после заключения унии, в Халдейской церкви отказались от использования святой закваски, характерного элемента при приготовлении евхаристического хлеба. В начале XVI века список почитаемых святых в Халдейской католической церкви был пересмотрен патриархами, а халдейский патриарх Иосиф II (1696—1713) окончательно латинизировал месяцеслов, включив в него святых, почитаемых в других христианских церквях. В ходе литургической реформы 2007 года в Халдейской католической церкви, с целью делатинизации богослужения, было начато возвращение к древней архитектуре храмов, произошло изъятие Филиокве из богослужебной практики и проведены другие меры.